# Potsdam (schip, 1900)

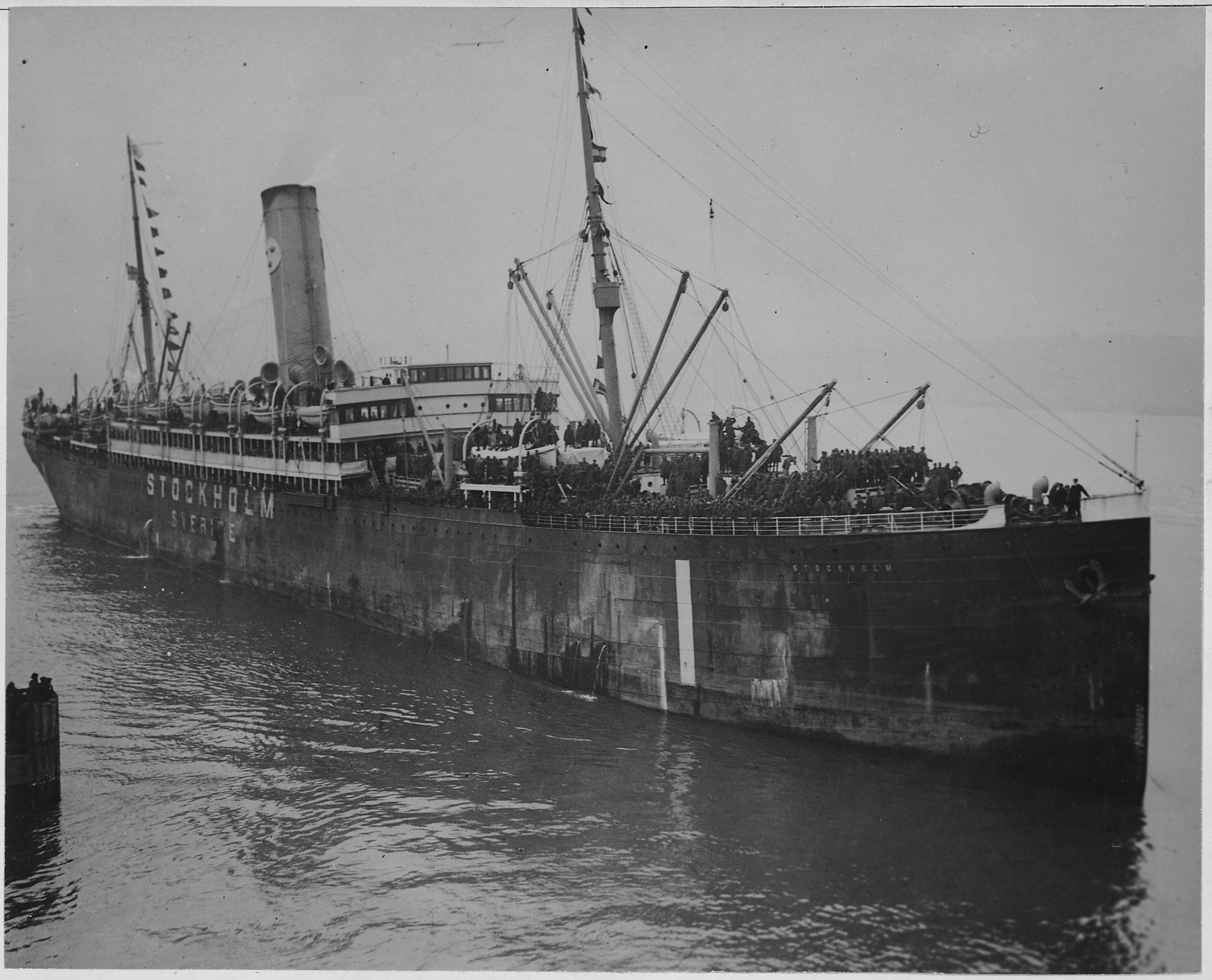
Amerikaanse troepen keren terug na de Eerste Wereldoorlog

De Potsdam of Stockholm of Solglimt of Sonderburg  was een schip van de rederij Holland-Amerika Lijn. Het voer van 1900 tot 1944.
De Potsdam werd gebouwd om mee te dingen naar de winstgevende migratie naar de kolonies. 
Het werd ingezet op de lijn Rotterdam - New York. De schoorsteen bleek te weinig te trekken en het schip kreeg de bijnaam "poor steamer" en na de ingreep op de schoorsteen "Funneldam". Na de ramp met de Titanic kreeg de Potsdam vier extra reddingssloepen.
Gedurende de Eerste Wereldoorlog was Nederland neutraal, maar omdat het gevaarlijk was op zee werd het schip aan wal gehouden en te koop aangeboden. Het schip werd gekocht door de Swedish American Line die het omdoopte tot Stockholm. Het werd eerst verbouwd om aan de Zweedse normen te voldoen en vertrok na een groot galabal op een nieuwe maiden trip 15 december 1915.
Ook Zweden was neutraal en de maatschappij kon hiervan genieten totdat Duitsland met zijn U-boten in 1917 iedereen bedreigde. Het schip nam zijn oude route terug op in juni 1919, maar de Stockholm werd veel door Amerika gecharterd om zijn soldaten terug te vervoeren.
In 1922 werden de stoomketels aangepast om met stookolie te kunnen werken in plaats vanop steenkool. Vanaf 1923 moest de maatschappij ook inzetten op cruisetochten omdat de migratie op haar einde liep. Na een laatste tocht op 29 september 1929 werd het schip in 1930 verkocht aan de Noorse maatschappij Atlas. Bij Götaverken werd het schip omgebouwd tot walvisfabrieksschip en kreeg de nieuwe naam Solglimt.
Rond 1940 werd het schip verkocht aan de maatschappij A/S Thor Dahl, waarna het tijdens de Tweede Wereldoorlog dienst bleef doen. Nadat het schip op 14 januari 1941 werd buitgemaakt door de Duitse kruiser Pinguin (Kandelfels), werd het als bevoorradingsschip ingezet onder de naam Sonderburg.
Tijdens een luchtaanval op Cherbourg in 1942 werd het aangemeerde schip zwaar beschadigd. Na een voorlopige berging werd het op 15 juni 1944 door de Duitsers tot zinken gebracht in de haven als blokkade. In augustus 1946 werd het schip met behulp van explosieven vrijgemaakt en tot schroot verwerkt.